# Vittorio Pastori
Vittorio Pastori, meglio conosciuto come don Vittorione, (Varese, 15 aprile 1926 – Ponte dell'Olio, 2 settembre 1994) è stato un presbitero e missionario italiano.

## Biografia
Di origini umili, durante la seconda guerra mondiale fece parte dell'O.S.C.A.R., un'organizzazione scout con la quale riparò in Svizzera, finendo internato in un campo di transito per esuli stranieri insieme a decine di ebrei, prigionieri di guerra e partigiani ricercati dai nazisti. Già precedentemente affetto da una disfunzione metabolica che gli causava un anomalo sovrappeso, vide aggravarsi la sua situazione durante il periodo elvetico.
Ritornato in Italia dopo la guerra, fece vari mestieri finché nei primi anni Cinquanta riuscì ad aprire a Varese un ristorante, "Da Vittorio", che riscosse un buon successo. Nel 1966 entrò in contatto col prevosto della città, Enrico Manfredini, che gli affidò l'incarico di amministratore della Basilica, della tipografia diocesana e delle opere parrocchiali. Nel 1969 don Manfredini fu nominato vescovo di Piacenza e lui, dopo 15 anni di attività come ristoratore, lasciò il ristorante per seguirlo. A Piacenza monsignor Manfredini gli affidò l'incarico di economo diocesano e del seminario.
Nel febbraio 1972 Pastori fece, su richiesta di Manfredini, il suo primo viaggio nel nord dell'Uganda, nella regione di Karamoja, una terra molto povera. L'impatto con la fame e la miseria lo colpì profondamente, spingendolo di lì a poco a fondare a Piacenza il Movimento Africa Mission, cui fece seguito dieci anni dopo la ONG ONLUS Cooperazione e Sviluppo, allo scopo di portare aiuti concreti alle popolazioni povere dell'Africa, e in particolare dell'Uganda. Da allora compì ben 147 viaggi in terra africana, realizzando pozzi per l'acqua potabile, costruendo a Moroto la "Cittadella della carità" che poi prenderà il suo nome e coinvolgendo nell'iniziativa di solidarietà non solo Piacenza e Varese, ma anche altre città italiane. In uno dei primi viaggi lo accompagnò anche Sandro Pasquali, giornalista piacentino, che scriverà un libro su di lui.
Il 25 dicembre 1976 fu ordinato diacono ad Awach in Uganda, dal vescovo di Gulu Cipriano Biyehima Kihangire, che il 15 settembre 1984 lo ordinerà anche presbitero, in una cerimonia liturgica officiata al palasport di Varese. Il 12 aprile 1989 concelebrò la messa con Papa Giovanni Paolo II a Roma.
Don Vittorio continuò nella sua opera umanitaria: sotto la sua egida dal 1992 furono inviati 92 aerei cargo, 265 container, 45 tir, 13 milioni di chili di generi di prima necessità, furono realizzati 1168 pozzi per l'acqua potabile e ne vennero riparati (anche nel sud Sudan) altri 1780.  Vennero inoltre realizzati grazie a lui 18 progetti di sviluppo anche in altri paesi africani nei settori idrico, sanitario, agro-zootecnico, socio-educativo.
Dopo aver compiuto all'inizio del 1994 il suo 147º viaggio in Uganda, morì d'infarto poco dopo il rientro in Italia il 2 settembre 1994. Fu sepolto nel cimitero comunale della Rasa di Varese, frazione di cui era originario.

## Curiosità
(Proverbio lombardo)
Don Vittorio, per incentivare la gente a fare della beneficenza per le sue missioni in Uganda, citava sempre questo proverbio lombardo, riferendosi anche alla sua possente stazza fisica di 200 kg, che gli valse il soprannome di Don Vittorione.

## Riconoscimenti
- Il 31 agosto 2019 gli è stato conferito alla memoria il premio "Martinella del Broletto", la massima onorificenza civica di Varese.[11][3][12]

- Settembre 2019. Nella basilica di San Vittore a Varese, l'arcivescovo di Milano Mario Delpini ha concelebrato con diversi vescovi una messa in occasione del venticinquesimo anniversario della sua morte, ricordandone l'opera nel corso dell'omelia.[13]

- Il 10 ottobre 2019, in occasione del raduno a Piacenza del 2º Raggruppamento, gli Alpini hanno donato in ricordo di don Vittorione una quercia messa a dimora nel giardino di Montale dove il missionario aveva fondato "Africa mission".[14][15]